# فقر مقدس من
فقر مقدس من (اسپانیایی: Mi divina pobreza‎) یک فیلم درام آرژانتینی به کارگردانی آلبرتو داورسا است که در سال ۱۹۵۱ منتشر شد.
از بازیگران این فیلم می‌توان به الینا کولومر و آرماندو بو اشاره کرد.